# Vidarabina
A vidarabida, vidarabina ou adenina-arabinosídeo, também chamada de Ara-A é um fármaco resultante da adenosina, quando é convertido por enzimas celulares em tri-fosfato inibe as DNA-polimerase, tanto humana como viral, resultando uma menor síntese do DNA-viral. É utilizado no tratamento de infecções por herpes-vírus simples 1.

O 9-beta-D-Arabinofuranosil-9H-purin-6-amina ou Ara-A ou Vidarabina é um anti-herpético obtido pela fermentação de culturas da bactéria Streptomyces antibioticus. Utilizado em casos de resistência a outros antivirais como o aciclovir,embora mais tóxico, por não necessitar da timidina quinase viral para ser fosforilado. Sob a ação das quinases celulares é convertido em sua forma trifosfato ativa, incorporado ao DNA viral, inibindo a DNA polimerase e finalizando sua cadeia.
Sua atividade antiviral está baseada no bloqueio da síntese de DNA tanto na célula hospedeira como no vírus.
Sob ação das quinases celulares, é convertido em sua forma de fosfato ativo, pois, como um pró-fármaco só é ativado após contato com a enzima. Incorporado ao DNA viral, inibindo a enzima ribonucleotíde-redutase pelo nucleotídeo adenina arabinosil que é fosforilado em seu correspondente nucleotídeo que age como competidor seletivo. É incorporado ao DNA viral, finalizando a cadeia.